# Dave Garroway
Dave Garroway (ur. 13 lipca 1913, zm. 21 lipca 1982) – amerykański aktor i osobowość telewizyjna.

## Filmografia
seriale
- 1950: Your Show of Shows
- 1959: Startime jako gospodarz
- 1971: Alias Smith and Jones jako sędzia

film
- 1948: I Surrender Dear jako Disc Jockey
- 1959: It Happened to Jane jako gospodarz programu 'The Left Hand'

## Wyróżnienia
Posiada dwie gwiazdy na Hollywoodzkiej Alei Gwiazd.